# Đặng Thị Khuê
Đặng Thị Khuê (sinh năm 1946) là một nữ họa sĩ người Việt Nam. Bà được biết tới là nữ họa sĩ có nhiều đóng góp trong nghệ thuật sắp đặt tại Việt Nam. Bà từng làm cố vấn cho nhiều hoạt động nghệ thuật văn hóa tại Việt Nam với vai trò là một chuyên gia, người phụ trách nghệ thuật. Đặng Thị Khuê cũng đạt được một số giải thưởng về mỹ thuật. Đặng Thị Khuê được xem là một trong những họa sĩ tiên phong trong nghệ thuật sắp đặt tại Việt Nam. Các sáng tác của bà cũng mang xu hướng trở lại cội nguồn dân tộc, niềm cảm hứng sáng tạo từ ký ức tuổi thơ, từ không gian văn hóa làng xã Việt Nam với những đình chùa, lễ hội dân gian.

## Thân thế
Đặng Thị Khuê sinh năm 1946 tại Hà Nội. Nguyên quán của bà ở tỉnh Nam Định. Dòng dõi bên ngoại của bà là một gia đình tư sản mới của Hà Nội, còn bên nội bà thuộc dòng dõi một gia đình Nho học truyền thống của nông thôn. Ngay từ khi còn nhỏ, Đặng Thị Khuê đã được gửi về sống cùng ông nội ở một vùng quê. Lên 6 tuổi, bà về lại Hà Nội và lớn lên trong một trường đạo của Pháp cho đến khi kết thúc cuộc chiến tranh Đông Dương năm 1954. Năm 14 tuổi, Đặng Thị Khuê vào học khóa 3 năm dự bị đại học dành cho các sinh viên theo học nghệ thuật. Năm 1966, bà tốt nghiệp khóa Trung cấp của trường Cao đẳng Mỹ thuật Việt Nam (về sau là Đại học Mỹ thuật Đông Dương, hiện nay là Trường Đại học Mỹ thuật Việt Nam). Sau khi tốt nghiệp, Đặng Thị Khuê về công tác ở Ty Văn hóa – Thông tin tỉnh Phú Thọ.

## Sự nghiệp

### Mở đầu sự nghiệp
Đặng Thị Khuê sớm có những tác phẩm hội họa chủ yếu là chất liệu sơn dầu về các đề tài chiến tranh Việt Nam và đời sống xã hội, đồng thời bà cũng sáng tác nhiều tranh cổ động trong chiến tranh và xây dựng. Trong đó bức tranh cổ động tuyên truyền các mục tiêu về kinh tế mang tên "Vựa thóc, kho thịt, biển cá, rừng cây" đã có tác động tinh thần đáng kể đến nhân dân và Đảng ủy tỉnh Vĩnh Phúc. Trong thời gian công tác tại Ty Văn hóa – thông tin tỉnh Phú Thọ, những đồng nghiệp nữ của bà bị quấy rối tình dục. Tin tưởng bà, họ đã gửi đơn tố cáo thông qua Đặng Thị Khuê nhưng tới lúc thanh tra cấp trên xuống làm việc, tất cả các chứng cứ đã bị xóa. Tuy vậy Đặng Thị Khuê đã tỏ ra "bình tĩnh và kiên quyết trình bày các sự việc". Sau cùng, đoàn thanh tra đã đồng thuận với những lời trần thuật của bà và người quấy rối tình dục đã phải chịu bản án kỷ luật.
Đặng Thị Khuê tiếp tục tốt nghiệp Đại học Mỹ thuật Đông Dương năm 1976, năm 1978 bà được cử tới làm việc tại Hội Mỹ thuật Việt Nam, nơi công tác mà sau bà trở thành Thường vụ Ban Chấp hành, Trưởng ban sáng tác kiêm Chánh Văn phòng Hội. Trong thời gian này, tác phẩm của bà trong triển lãm toàn quốc Việt Nam năm 1980 bị quy kết là trái với "phương pháp hiện thực xã hội chủ nghĩa", mang màu sắc "trừu tượng" (với hàm ý là sáng tác theo phương pháp "tư bản"). Bà tiếp tục phải một mình đối diện những quy kết này trong một cuộc họp của Bộ Văn hóa. Cuối cùng, Đặng Thị Khuê đã đứng lên bảo vệ tác phẩm thành công. Tác phẩm này về sau đã được chấm giải hạng nhất cùng một số tác giả khác.

### Tham gia công tác xã hội và bắt đầu nghệ thuật sắp đặt
Từ thập niên 1980, bà đã dành nhiều thời gian nghiên cứu đời sống của các sắc tộc và ý tưởng về cội nguồn của con người, những vấn đề này đã được bà vẽ thành những tác phẩm hội họa phối hợp giữa hình thể con người bản nguyên và văn hóa. Nghệ thuật sắp đặt cùng với Nghệ thuật Trình diễn và Video Art, nòng cốt của nghệ thuật Đương đại trên thế mới được du nhập vào Việt Nam vào những năm 1990. Tuy vậy, Đặng Thị Khuê đã có những thực nghiệm tạo hình tổng hợp được thực hành từ nhiều năm trước trong hướng tìm về những phẩm chất đặc trưng của thẩm mỹ bản địa Việt Nam. Cũng theo một nghiên cứu từ Trường Đại học Văn hóa Hà Nội, Đặng Thị Khuê đến với nghệ thuật sắp đặt từ khi chưa biết đến tên gọi của nghệ thuật này nhờ sở thích sử dụng nhiều chất liệu, nhiều hình thức và thể loại nghệ thuật cùng lúc trong một tác phẩm. Bà công bố triển lãm sắp đặt đầu tiên tại Mỹ năm 1998.
Trong thời kì Đổi Mới, Đặng Thị Khuê làm thư ký và đã lãnh đạo Hội Nghệ sĩ tạo hình Việt Nam trở thành địa điểm thu hút những tác giả hàng đầu của mỹ thuật cả nước từ năm 1984 tới 1989, xây dựng thành công sự nghiệp Đổi Mới trong mỹ thuật và gây được sự ảnh hưởng lâu dài. Bà cũng là đại diện duy nhất của Mỹ thuật Việt Nam thời điểm đó làm Đại biểu Quốc hội khóa VII.

### Tổ chức triển lãm
Đầu năm 2001, Đặng Thị Khuê tham gia trình bày tác phẩm của mình tại triển lãm "Quan hệ nhân quả" cùng 2 nữ nghệ sĩ khác là Debra Porcho đến từ Úc và Veronika Radulovic đến từ Đức. Họ trưng bày những tác phẩm nghệ thuật sắp đặt tại Viện Goethe. Năm 2003, sau vài năm tạm dừng việc sáng tác, ngày 18 tháng 5, bà tổ chức triển lãm sắp đặt "Quá khứ trong hiện tại" tại Bảo tàng Dân tộc học Việt Nam. Nhiều tác phẩm tại triển lãm này từng được giới thiệu tại Mỹ vào năm 1998. Bà tiếp tục có một triển lãm cùng năm tại Thụy Điển. Năm 2005, Đặng Thị Khuê cùng 27 tác giả của nhiều thế hệ tại Việt Nam tham gia một triển lãm mỹ thuật đương đại tổ chức tại Hội An, Quảng Nam do họa sĩ Lương Xuân Đoàn tổ chức. Năm 2007, bà có một buổi Trưng bày tại Bảo tàng không gian văn hóa Mường năm 2007, một buổi trưng bày tại Ý năm 2012 và một vài nơi khác.
Năm 2014, bà có một buổi Triển lãm mang tên "Nhận diện và kết nối" tại Bảo tàng Mỹ thuật Việt Nam. Đặng Thị Khuê giới thiệu tới công chúng 7 tác phẩm sắp đặt gắn liền với Tây Nguyên, nơi mà bà coi là "một cội nguồn bản nguyên". Ở tuổi 70, bà vẫn tiếp tục công việc sáng tạo trên nhiều lĩnh vực của nghệ thuật tạo hình như công việc đạo diễn triển lãm sắp đặt "Mỗi làng một sản phẩm – OVOP Việt Nam" tháng 12 năm 2016 trước tượng đài Lý Thái Tổ, quận Hoàn Kiếm, Hà Nội.
Năm 2019, Đặng Thị Khuê tham gia hợp tác xã Vụn Art ở phường Vạn Phúc, quận Hà Đông và giúp đỡ người khuyết tật học và thực hành ghép tranh vải. Thời gian đầu, bà dự định chỉ hỗ trợ Vụn Art một thời gian ngắn trong sự định hướng và những kỹ năng cơ bản, nhưng rồi Đặng Thị Khuê đã ở lại lâu dài. Thậm chí, bà đã rủ thêm cả con gái và đồng nghiệp cũ cùng đến làm việc. Cũng trong năm 2019, sau 35 năm kể từ triển lãm Bùi Xuân Phái đầu tiên, một buổi triển lãm tác phẩm thứ hai của ông đã được tổ chức với một trải nghiệm nghệ thuật mới như việc ứng dụng các công nghệ đa dạng, gồm cả trí tuệ nhân tạo kích thích các giác quan của người xem. Đặng Thị Khuê là một trong những họa sĩ đã song hành với danh họa Bùi Xuân Phái trong nhiều năm. Bà cũng là người tổ chức triển lãm đầu tiên của Bùi Xuân Phái năm 1984.
Năm 2020, bức tranh sơn dầu vẽ năm 1980 "Giặc Mỹ" của Đặng Thị Khuê được giới thiệu trong chùm tác phẩm nghệ thuật tạo hình về đề tài chiến tranh Việt Nam được Bảo tàng Mỹ thuật Việt Nam giới thiệu trên website và fanpage của Bảo tàng nhân dịp kỷ niệm 45 năm Ngày Thống nhất (30 tháng 4 năm 1975).

## Nhận định

### Nghệ thuật sắp đặt
Đặng Thị Khuê được xem là một trong những họa sĩ tiên phong trong nghệ thuật sắp đặt tại Việt Nam. Sự kết nối thời gian và cộng đồng là chủ đề chính trong các tác phẩm sắp đặt của Đặng Thị Khuê. Các tác phẩm mà bà thực hiện đều hướng đến sự hòa quyện không gian thẩm mỹ với không gian xã hội. Thay vì chịu ảnh hưởng của các phương pháp sáng tác được học trong nhà trường và những bậc thầy trong làng mỹ thuật Việt, Đặng Thị Khuê quyết định tìm con đường riêng, bà chọn tự sáng tác theo những cảm thức về thân phận, về khát vọng sống. Các sáng tác của bà cũng mang xu hướng trở lại cội nguồn dân tộc, niềm cảm hứng sáng tạo từ ký ức tuổi thơ, từ không gian văn hóa làng xã Việt Nam với những đình chùa, lễ hội dân gian.
Đặng Thị Khuê bắt đầu nghệ thuật sắp đặt từ siêu thực, rồi đến sắp đặt có quy mô, tái hiện những không gian tâm linh. Khác với các đồng nghiệp đương thời cùng thế hệ, tác phẩm của Đặng Thị Khuê chú tâm vào sự tương tác, hướng đến chiều sâu tâm thức, ký ức. Đặng Thị Khuê còn là một họa sĩ nổi tiếng trong giới mỹ thuật Việt Nam với các bức tranh mang phong cách lập thể về đề tài chiến tranh Việt Nam ở những thập niên 1970 và 1980 như "Giặc Mỹ", "Thương binh về làng", "Gia đình bộ đội". Nữ họa sĩ này được nhận định có một bút pháp rắn rỏi, mạnh mẽ, được coi là táo bạo tại thời điểm đó. Song sự thay đổi lớn trên hành trình sáng tác của Đặng Thị Khuê đã gây ra cảm giác vừa "bất ngờ" vừa "nghi ngại" cho một số đồng nghiệp cùng thế hệ. Có nhiều ý kiến đã tỏ ra băn khoăn khi xem các tác phẩm sắp đặt của bà, họ nghi ngại khi gọi đó là nghệ thuật sắp đặt.

### Khía cạnh khác
Đặng Thị Khuê cũng là người có đóng góp tích cực với tư cách của một nhà hoạt động quản lý trong phong trào sáng tác của nghệ sĩ trẻ với nhiều tìm tòi, góp phần vào sự nghiệp đổi mới của mỹ thuật Việt Nam. Một tờ báo đánh giá tác phẩm của bà mang chất "mạnh mẽ cá nhân" nhưng cũng "chứa đầy sự nữ tính" theo cách riêng của người phụ nữ Việt Nam.
Bình luận về quan điểm bình đẳng giới của người phụ nữ Việt Nam, tạp chí Tuyên giáo cho biết Đặng Thị Khuê quan sát sự bình đẳng này dưới "con mắt của người từng trải".